# Incommunicabilité
L'incommunicabilité est une condition existentielle, causée par une attitude émotionnelle qui rend difficile ou impossible la communication avec certains ou avec tous. Cette incapacité à établir une relation avec autrui découle d'un manque de connaissance authentique de soi et des autres, ce qui conduit à un état d'isolement et de solitude,,.

## Une perspective philosophique et existentielle

### Gorgias
Le concept d'incommunicabilité commence à apparaître dans la philosophie de Gorgias, qui relie cette condition aux difficultés et à l'incapacité du langage à clarifier et à transmettre aux autres ce dont il parle. En effet, Gorgias dit :
« Nulla esiste; se ... esiste, non è comprensibile all'uomo; se pure è comprensibile, è per certo incomunicabile e inspiegabile agli altri. »
— Gorgias

« Rien n'existe ; si ... existe, ça n'est pas compréhensible pour l'homme ; si c'est compréhensible, c'est certainement incommunicable et inexplicable pour les autres. »
En effet, Gorgias, précisément parce que le langage est libéré de tout caractère de vérité, l'utilise, selon les principes de la rhétorique sophistique, comme un outil de communication pour captiver l'interlocuteur et démontrer, selon sa propre convenance, tout et le contraire de tout.
Dans la philosophie médiévale, la question de l'incommunicabilité ne se pose pas car l'homme, en tant que personne créée par Dieu comme corps et âme, intégrée dans l'univers, est en relation avec tous les autres êtres de la création. L'homme est né de la poussière, de la terre, et donc, parce qu'« il n'est pas bon que l'homme soit seul », il a une relation de similitude, dans ses instincts et ses passions, avec tous les autres êtres vivants et, depuis ses origines, il entretient un dialogue continu avec Dieu.

### Thomas d'Aquin
On peut trouver un soupçon d'incommunicabilité dans la philosophie de Thomas d'Aquin, mais comprise non pas au sens existentiel, mais au sens ontologique de l'unicité de l'homme créé par Dieu en tant que personne complète en elle-même et distincte de tout le reste :
« L'actus essendi conferisce alla persona la proprietà della incomunicabilità: "De ratione personae est quod sit incommunicabilis" »
— Thomas d'Aquin

« L'actus essendi confère à la personne la propriété d'incommunicabilité : "De ratione personae est quod sit incommunicabilis". »

### René Descartes
Le problème de l'incommunicabilité lié à celui du langage réapparaît dans la philosophie cartésienne, où l'ego — structuré comme un sujet pensant unique — exclut de lui-même toute autre personne considérée comme faisant partie de la sphère de l'objectivité ; et le langage, qui distingue également l'homme de l'animal, ne servira pas à faire pénétrer le sujet dans le monde de l'objectivité.

« je ne suis donc, précisément parlant, qu'une chose qui pense, c'est-à-dire un esprit, un entendement ou une raison. »

— René Descartes

### Leibniz
La pensée de Gottfried Wilhelm Leibniz sera aussi sensible au thème de l'incommunicabilité. En effet, après avoir affirmé que chaque monade vit dans son propre monde, qui n'est que le reflet de son intériorité subjective, Leibniz déclare que chaque monade est fermée dans son existence, plus ou moins consciente, et qu'elle est une île dans un archipel, dans une mer d'incommunicabilité. Mais en fin de compte, même les monades communiquent. Car chaque monade accomplit chaque acte de son existence en même temps que les autres monades accomplissent l'acte correspondant. Cette harmonie a été préétablie par Dieu, qui a veillé à ce que la multiplicité maximale s'inscrive dans l'unité maximale. Chaque monade est comme une horloge exacte et parfaite, mais différente de toutes les autres : toutes ensemble, elles sonnent et marquent la même heure. Dieu est l'horloger qui a accordé et synchronisé toutes les différentes horloges.
Plus la conception de la subjectivité de la personne est accentuée, comme c'est le cas dans la philosophie idéaliste, plus on tombe dans cette incommunicabilité, vécue comme une solitude existentielle et une incapacité à communiquer, de la littérature romantique et du début du XXe siècle, dont le plus grand représentant en Italie fut Luigi Pirandello.
C'est sur ce drame existentiel que se fonde la critique de la philosophie, d'Arthur Schopenhauer à Søren Kierkegaard et jusqu'à Martin Heidegger et Karl Jaspers, qui accusent l'idéalisme allemand d'avoir considéré l'homme et ses passions comme résolus par une rationalité abstraite qui met de côté l'expérience humaine concrète.

### Berdiaev, Marcel, Sartre...
D'où la recherche d'une nouvelle définition de la solitude existentielle du sujet, qui aboutit à diverses conclusions comme celles, religieuses, de Nicolas Berdiaev et Gabriel Marcel, ou celles, laïques, de Jean-Paul Sartre, qui voit dans la diversité des sujets un conflit et une incommunicabilité dans laquelle
« ...anche la presenza degli altri è opprimente, insopportabile, ossessiva; con essi è impossibile un'autentica comunione personale; l'incomunicabilità è il tarlo profondo dei rapporti reciproci tra gli uomini. L'uomo stesso appare nella pura individualità, nella sua disperata solitudine, nella sua passione inutile e senza senso di voler essere libero, di voler affermare sé stesso per il puro istinto di affermarsi, senza valori da realizzare, senza senso per le sue scelte... »
— Duilio Bonifazi et Luigi Alici

« ...même la présence des autres est oppressive, insupportable, obsessionnelle ; une authentique communion personnelle avec eux est impossible ; l'incommunicabilité est le ver profond des relations mutuelles entre les hommes. L'homme lui-même apparaît dans sa pure individualité, dans sa solitude désespérée, dans sa passion inutile et dépourvue de sens de vouloir être libre, de vouloir s'affirmer par pur instinct d'affirmation, sans valeurs à réaliser, sans sens pour ses choix... »

## L'incommunicabilité dans les romans et au cinéma
Le thème de l'incommunicabilité s'est intensément ramifié, à partir de la philosophie contemporaine, à travers le paysage culturel, avec des auteurs comme Franz Kafka, Albert Camus, Eugène Ionesco, jusqu'à être abondamment traité, particulièrement dans les années 1970, par de grands cinéastes tels que Michelangelo Antonioni, Ingmar Bergman, ou Luchino Visconti.

« Trop souvent, on a voulu trouver l'unité de l'œuvre d'Antonioni dans les thèmes tout faits de la solitude et de l'incommunicabilité, comme caractéristiques de la misère du monde moderne. [...] Antonioni critique dans le monde la coexistence d'un cerveau moderne et d'un corps fatigué, usé, névrosé. [...] La névrose n'est donc pas la conséquence du monde moderne, mais plutôt de notre séparation avec ce monde, de notre inadaptation à ce monde. Le cerveau, au contraire est adéquat au monde moderne, y compris dans ses possibilités d'essaimer des cerveaux électroniques ou chimiques : une rencontre se fait entre le cerveau et la couleur, non pas qu'il suffise de peindre le monde, mais parce que le traitement de la couleur est un élément important dans la prise de conscience du nouveau monde (le correcteur de couleur, l'image électronique…). A tous ces égards, Antonioni marque Désert rouge comme un tournant de son œuvre. »

— Ciné-club de Caen